# Westbound
Westbound (Brasil: Um Homem de Coragem / Portugal: Luta sem Tréguas) é um filme norte-americano de 1959, do gênero faroeste, dirigido por Budd Boetticher e estrelado por Randolph Scott e Virginia Mayo.
Westbound é o penúltimo filme da colaboraçãoa entre Randolph Scott e Budd Boetticher e o único que não é colocado em pé de igualdade com os seis outros.

## Sinopse
Durante a  Guerra de Secessão, o Capitão John Hayes reativa a linha de diligências Overland Stage Lines para enviar o ouro californiano para as tropas da União. Clay Putnam deseja roubar um desses carregamentos e enviá-lo para os Confederados. Clay é casado com Norma, antigo amor de Hayes, o que pode ser um problema. Além disso, seus capangas desejam o ouro para si.

## Elenco
| Ator/Atriz     | Personagem         |
| -------------- | ------------------ |
| Randolph Scott | Capitão John Hayes |
| Virginia Mayo  | Norma Putnam       |
| Karen Steele   | Jeanie Miller      |
| Michael Dante  | Rod Miller         |
| Andrew Duggan  | Clay Putnam        |
| Michael Pate   | Mace               |
| Wally Brown    | Stubby             |
| John Day       | Russ               |
| Walter Barnes  | Willis             |